# 苏詹普尔
苏詹普尔（Sujanpur），是印度旁遮普邦Gurdaspur县的一个城镇。总人口21743（2001年）。

## 人口
该地2001年总人口21743人，其中男性11345人，女性10398人；0—6岁人口2579人，其中男1441人，女1138人；识字率70.93%，其中男性为75.27%，女性为66.21%。